# Troparion
Ett troparion (grekiska: τροπάριον, plural: troparia, τροπάρια; kyrkslaviska: тропа́рь, tropar′) är en kort hymn i en strof eller en i en serie av flera strofer. Det förekommer inom den bysantinska musiken och i den religiösa musiken i ortodoxa kyrkor. Det kommer antagligen från den diminutiva formen av det grekiska ordet tropos (“något upprepat”, “uppförande”, “mode”). I början kallades troparion även sticheron (antagligen från stichos, “vers”), men i dag används de båda begreppen var för sig, med olika melodier för varje.
Oftast sjungs troparion efter en av de åtta tonerna som används i den ortodoxa liturgiska traditionen, dock har vissa unika melodier som de sjungs efter. (Denna typ av melodier kallas automela.) Ibland förs troparion in mellan psalmverser eller andra verser från Skriften.
Till vardags åsyftar troparion ofta apolytikion (grekiska: ἀπολυτίκιον), eller "avslutningshymnen", ett troparion som sjungs i slutet av aftongudstjänsten och markerar det liturgiska dygnets tema. Av denna anledning kallas det för "dagens troparion". Det sjungs igen i början av morgongudstjänsten, under tidebönerna och i den Gudomliga liturgin, precis efter det lilla intåget.
Ett troparion för att vörda Treenigheten kallas triadikon (grekiska: Τριαδικόν, kyrkslaviska: Troíchen). Ofta är detta triadikon det näst sista i en serie troparion, som ofta föregås av "Ära vare Fadern, och Sonen, och den Helige Ande". Det finns också ett speciellt triadikon ("Hymner till Treenigheten") som sjungs efter "Halleluja" i början av vardagarnas morgongudstjänst under Stora fastan. Dessa varierar beroende på vilken veckans ton och vilken veckodag det är.
Ett troparion till Gudaföderskan (Theotokos) kallas theotokion (grekiska: Θεοτοκίον, plural: Theotokia (Θεοτοκία) kyrkslaviska: Bogorόdichen). Ett theotokion sjungs ofta i slutet av ett antal sjungna troparia, ofta föregånget av "Nu och alltid och i evigheternas evigheter. Amen." Om ett theotokion syftar på Kristi korsfästelse, kallas det stavrotheotokion (grekiska: σταυροθεοτοκίον, kyrkslaviska: krestobogoródichen).
Stansa i ett kanon är troparion, som är verser som sjungs mellan Saligprisningarna i den gudomliga liturgin.

## Historia
Ett känt exempel, som kan påvisas så tidigt som 300-talet, är Fos ilaron (Φως ιλαρόν), "Glädjefyllda ljus"/"Stilla ljus", en annan är monogenis-hymnen, som finns i inledningen till den Gudomliga liturgin. Den kanske tidigaste samlingen troparia med känd författare, är de som skrevs av munken Auxentios, under första hälften av 400-talet. Dessa nämndes i hans biografi, men finns inte bevarade i någon senare bysantinsk gudstjänstordning.

## Förekomst
I dag förekommer troparion under följande tillfällen i gudstjänsterna: 
Aftongudstjänst
- Apolytikion

Morgongudstjänst
- Apolytikion (efter "Herren är Gud")
- Kathismahymner (följer läsningarna av Psaltaren)
- Kanon
- Kathismahymner (efter kanons tredje ode)
- Apolytikion (i slutet av morgongudstjänsten)

Timbönerna
- Apolytikion
- (de Kungliga timmarna har egna troparia som hör ihop med dem)

Den Gudomliga liturgin
- Saligprisningarna
- Apolytikion

## Kända troparion
Påsktropariet, Ton 5:
Kristus är uppstånden från de döda,
med döden övervann han döden,
och åt dem som är i gravarna gav han liv.
Troparion till det Heliga Korset, Ton 1:
Fräls, o Herre ditt folk,
och välsigna din arvedel!
Giv din kristenhet* seger
över motståndarna,
och bevara ditt herravälde,
genom ditt kors.
*I monarkier med ortodoxin som statsreligion, kan detta troparion användas som en nationalsång med namnet på regenten placerat här i texten. 
Den grekiska originaltexten har här två alternativa former: tois basileusi kata barbaron, "till härskarna över barbarerna" om man refererar till en ortodox kristen suveränitet, eller i övrigt tois eusebesi kat' enantion, "till de fromma mot sina motståndare".
Stora Lördagens troparion (Den ärevördige Josef), Ton 2:
Den ärevördige Josef
tog Din heliga lekamen ned från träet,
och svepte den i en ren linneduk,
beströdde den med välluktande kryddor
och lade den i en ny grav.
"Sannerligen är det tillbörligt", ett theotokion:
Sannerligen är det tillbörligt,
att prisa dig salig, o Gudaföderska,
du evigt saliga och helt otadliga,
du vår Guds moder:
Ärorikare än kerubim,
och utan jämförelse mer prisad än serafim,
du som utan att förtäras födde Gud Ordet,
du som är Gudaföderska vi prisa dig!.
Troparion till födelsen, ton 4:
Din födelse, Kriste vår Gud,
har låtit kunskapens ljus uppgå över världen,
ty genom den blevo stjärnornas tillbedjare av en stjärna lärda att dyrka Dig, Du rättfärdighetens sol,
och att känna Dig, såsom soluppgång från höjden.
Herre, ära vare Dig.